# Hundaræktarfélag Islands
Hundaræktarfélag Íslands (HRFÍ) er Islands nationale kennel klub og stambogsregister for hunde og HRFÌ blev grundlagt i 1969. HRFÍ er medlem af Fédération Cynologique Internationale (FCI) og Nordisk Kennelunion (NKU).